# 京都府議會
京都府議會是京都府的議會。

## 概要
京都府是日本共產黨的據點，在28年的七屆任期中，其與日本社会党蜷川虎三的革新政府結盟。兩人區被稱為“共同保留座位”（京都府選舉區也被稱為該區）。
在2007年京都府議會選舉中，民主黨候選人擊敗了自民黨在綾部市的單一選區候選人，並取得了第二方的一個突破。因此，在一段時間內，京都由的“共產 vs. 反共”的對抗正變成“自民 vs. 民主 vs. 共產”。共產黨以另外三個席位升格為第二黨，例如兩人選區八幡市的第一位當選者。

## 另見
- 京都府選舉區